# Armatura liquida
L'armatura liquida è un materiale che lo United States Army Research Laboratory (ARL) sta attualmente sviluppando per migliorare i giubbotti antiproiettile attualmente impiegati. 
Si trova allo stato liquido a pressione bassa o atmosferica, mentre sotto elevate pressioni (come avviene durante l'impatto di un proiettile) diviene solido. Questo materiale è composto da polietilenglicole liquido e da una componente solida, costituita da nanoparticelle di silice. Con questo liquido si impregnano tutti gli strati di un giubbotto realizzato in kevlar.
Anche la società statunitense BAE Systems sta sviluppando un giubbotto simile in kevlar con un fluido interposto tra gli strati del polimero e questo attirò l'attenzione dei mass media nell'agosto del 2010. La BAE rilevò la società statunitense di ricerca 'Armour Holdings', che stava effettuando ricerche sulle sospensioni di particelle di silice.
I fluidi utilizzati per questo scopo sono fluidi non newtoniani e solitamente vi si riferisce come fluidi ispessenti al taglio (shear thickening fluids - STF), che è equivalente al termine dilatanti.